# Kiester
Kiester és una població dels Estats Units a l'estat de Minnesota. Segons el cens del 2000 tenia 540 habitants.

## Demografia
Segons el cens del 2000, Kiester tenia 540 habitants, 254 habitatges, i 161 famílies. La densitat de població era de 473,9 habitants per km².
Dels 254 habitatges en un 22,8% hi vivien nens de menys de 18 anys, en un 53,9% hi vivien parelles casades, en un 5,5% dones solteres, i en un 36,6% no eren unitats familiars. En el 35% dels habitatges hi vivien persones soles el 21,7% de les quals corresponia a persones de 65 anys o més que vivien soles. El nombre mitjà de persones vivint en cada habitatge era de 2,13 i el nombre mitjà de persones que vivien en cada família era de 2,69.
Per edats la població es repartia de la següent manera: un 21,7% tenia menys de 18 anys, un 3,5% entre 18 i 24, un 23,1% entre 25 i 44, un 22,6% de 45 a 60 i un 29,1% 65 anys o més.
L'edat mediana era de 46 anys. Per cada 100 dones de 18 o més anys hi havia 88,8 homes.
La renda mediana per habitatge era de 32.768 $ i la renda mediana per família de 40.000 $. Els homes tenien una renda mediana de 29.643 $ mentre que les dones 21.786 $. La renda per capita de la població era de 16.098 $. Entorn del 5,1% de les famílies i el 9,3% de la població estaven per davall del llindar de pobresa.

## Poblacions més properes
El següent diagrama mostra les poblacions més properes.